# Linha 15 do Metropolitano de São Paulo
A Linha 15–Prata do Metrô é a única linha de monotrilho operando no Brasil, e a sexta linha do Metrô de São Paulo a entrar em operação. Quando totalmente pronta, contará com 26,6 km de extensão e 18 estações, ligando os distritos do Ipiranga e Cidade Tiradentes.
Com custo total de R$ 6,40 bilhões, deveria atender uma demanda estimada em 550 mil passageiros por dia e integrar os terminais de ônibus de Vila Prudente, Sapopemba, São Mateus e Cidade Tiradentes.
O primeiro trecho, entre as estações Vila Prudente e Oratório, foi inaugurado em 30 de agosto de 2014. Durante onze meses, a linha funcionou em horários reduzidos, em caráter de teste e sem cobrança de tarifa. Em 10 de agosto de 2015, teve início a operação comercial da linha, e seu horário diário de funcionamento passou a ser das 7h às 19h. Em 26 de outubro de 2016 a linha passou a operar no mesmo horário de funcionamento das demais linhas do metrô: das 4h40 até a meia-noite, mas com testes frequentes e não funcionando aos domingos por quase todo o dia.
Mais quatro estações (São Lucas, Camilo Haddad, Vila Tolstói e Vila União) foram entregues em 6 de abril de 2018, em operação assistida, passando a operar normalmente em dezembro, ainda em horário reduzido, e em janeiro de 2019 no horário normal. A Estação Jardim Planalto foi entregue em 26 de agosto de 2019 e opera no horário normal da rede metroviária desde a sua inauguração. As estações Sapopemba, Fazenda da Juta e São Mateus foram inauguradas em 16 de dezembro de 2019, em operação assistida, passando a funcionar em horário normal a partir de 6 de janeiro. A estação Jardim Colonial foi inaugurada em 29 de dezembro de 2021.
O trecho entre as estações Boa Esperança e Hospital Cidade Tiradentes não está em obras, embora a viabilização de sua construção até o ano de 2022 tenha sido prometida pelo governador João Doria.
O trecho até a Estação Ipiranga, incluindo a estação, teve o início de suas obras prometido para 2020, no começo do mesmo ano, a fim de dividir a demanda por transferências para o resto do sistema metroferroviário, que seria insustentável somente com a estação Vila Prudente. Porém, as obras foram iniciadas somente em 7 de agosto de 2024, e têm previsão inicial de conclusão para 2027.

## História

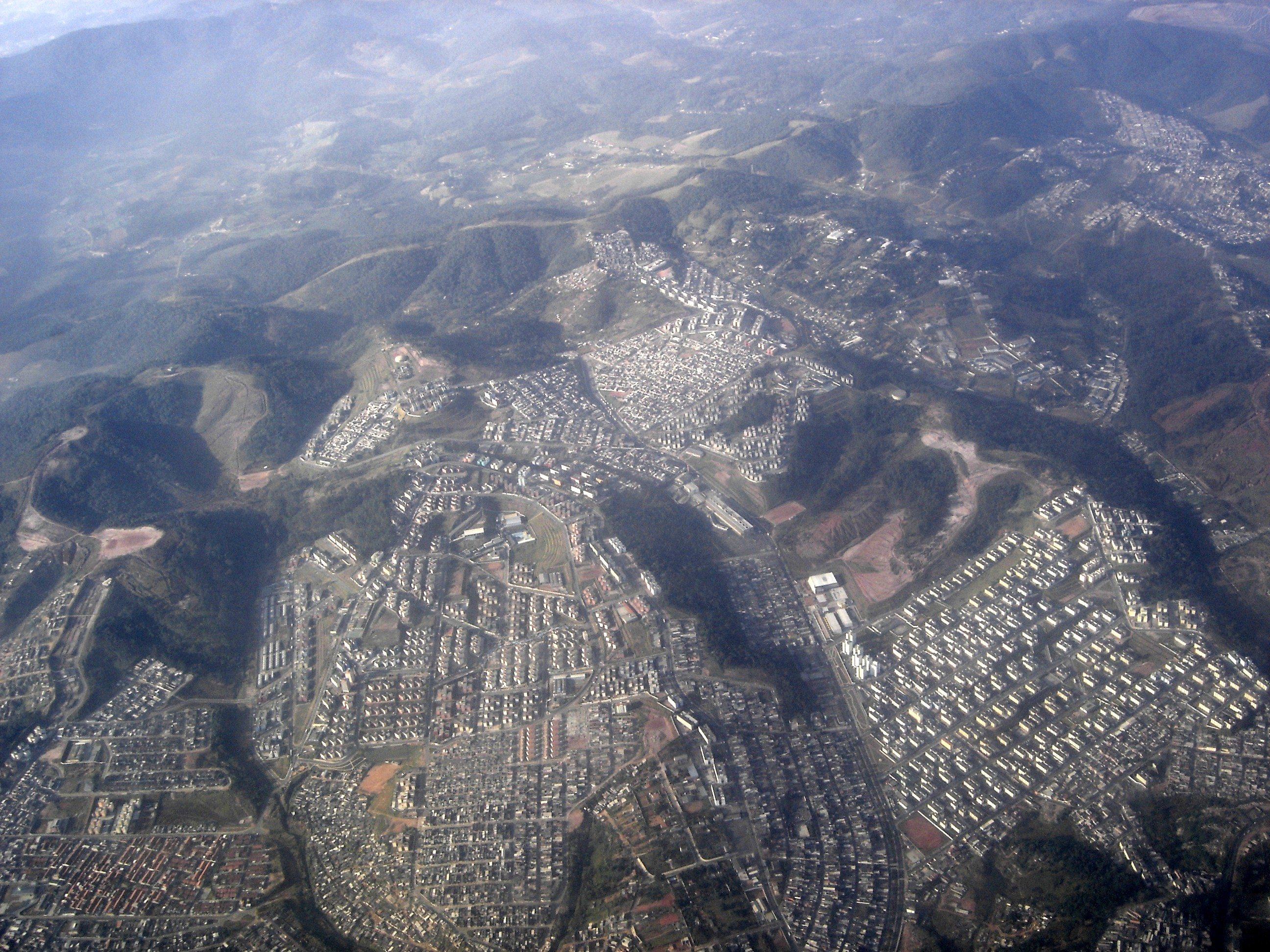
Vista área da Cidade Tiradentes, com destaque para os conjuntos habitacionais implantados pela Cohab, BNH e CDHU. Com cerca de 40 mil unidades, abriga o maior complexo de conjuntos habitacionais da América Latina

Essa região começou a ser povoada no final do século XIX e início do século XX, tendo sido a antiga Estrada de Sapopemba criada para ligar a Fazenda homônima à cidade de São Paulo. Às margens da Estrada, foram surgindo algumas fazendas e sítios, porém a ocupação maciça dessa região se daria apenas na metade do século XX.
Na década de 1920, começaria a povoação do atual parque São Lucas. Vinte anos depois, e os primeiros núcleos urbanos seriam criados em Sapopemba. Nas décadas de 1950 e 1960, ocorre a progressiva ocupação da região de São Mateus. Conforme essa região foi sendo povoada, loteamentos são implantados, porém o sistema viário era implantado de forma lenta e irregular, e a distância entre o centro da capital e essa região dificultava seu povoamento.
A migração de nordestinos para São Paulo atingiu seu auge no início da década de 1970 e forçou a ocupação dessas áreas distantes do centro de São Paulo. Nos anos 1970 e 1980, a região do Iguatemi e Cidade Tiradentes eram ocupadas. Na década de 1980, a prefeitura de São Paulo investiu na construção de dezenas de conjuntos habitacionais na Cidade Tiradentes, ocupando cada vez mais essa região localizada a 32 km da Praça da Sé.
O povoamento desordenado dessa região aliado ao baixo desenvolvimento econômico tornaria grande parte da Zona Leste região dormitório e diversos problemas de infraestrutura começam a surgir, sendo o transporte o mais grave de todos. Por conta da grande distância dessa região do restante da cidade (onde se concentram os empregos), seus moradores perdem mais de 3 horas em longas viagens de ônibus, seja para trabalhar e ou estudar.
O crescimento da Zona Leste de São Paulo também traria complicações à Linha 3 do Metrô. Sendo a única linha de metrô da região, ela acabaria por receber a maior parte da demanda de passageiros da Zona Leste, o que contribuiu para que essa linha se tornasse superlotada, recebendo o título de linha mais cheia do mundo. Para atender a demanda dessa região, em 2005 seria revisado o projeto do Fura Fila. Transformado em Expresso Tiradentes, seria um corredor de ônibus que ligaria a Cidade Tiradentes até o Parque Dom Pedro II, através das avenidas do Estado, Luís Inácio de Anhaia Melo, Sapopemba, Ragueb Chohfi, Estrada do Iguatemi e Avenida dos Metalúrgicos. Após ter seu primeiro trecho concluído entre o Parque Dom Pedro II e a Vila Prudente, a prefeitura decidiu, em 2009, substituir o projeto do corredor no trecho seguinte por um projeto de sistema monotrilho a ser implantado pelo estado. Essa substituição foi motivada por conta da grande demanda de passageiros existente no eixo de implantação do sistema (estimado em cerca de 500 mil passageiros /dia), que não conseguiria ser atendida com o corredor de ônibus proposto.
Em 28 de abril de 2009, o prefeito Gilberto Kassab e o governador José Serra anunciaram convênio para alterar o projeto do corredor de ônibus Expresso Tiradentes, passando então a chamar-se Metrô Leve Expresso Tiradentes. No mês seguinte, uma comitiva conjunta da prefeitura de São Paulo e do governo paulista viajou para a Ásia e conheceu o monotrilho da cidade de Osaka.
O trecho entre as estações Boa Esperança e Hospital Cidade Tiradentes foi definido como "não prioritário". Além disso, a linha seria totalmente concedida à iniciativa privada até o fim de 2018. Em 11 de março de 2019, a linha foi leiloada para o consórcio ViaMobilidade, que também opera a Linha 5–Lilás e operará a Linha 17–Ouro. A previsão era de que o consórcio assumisse o ramal entre junho e julho de 2019, ainda com quatro estações faltantes, que ainda não tinham prazo para conclusão. A concessão, porém, foi anulada na justiça paulista em 14 de novembro de 2019, após ação movida pelo Sindicato dos Metroviários.

## Implantação do sistema

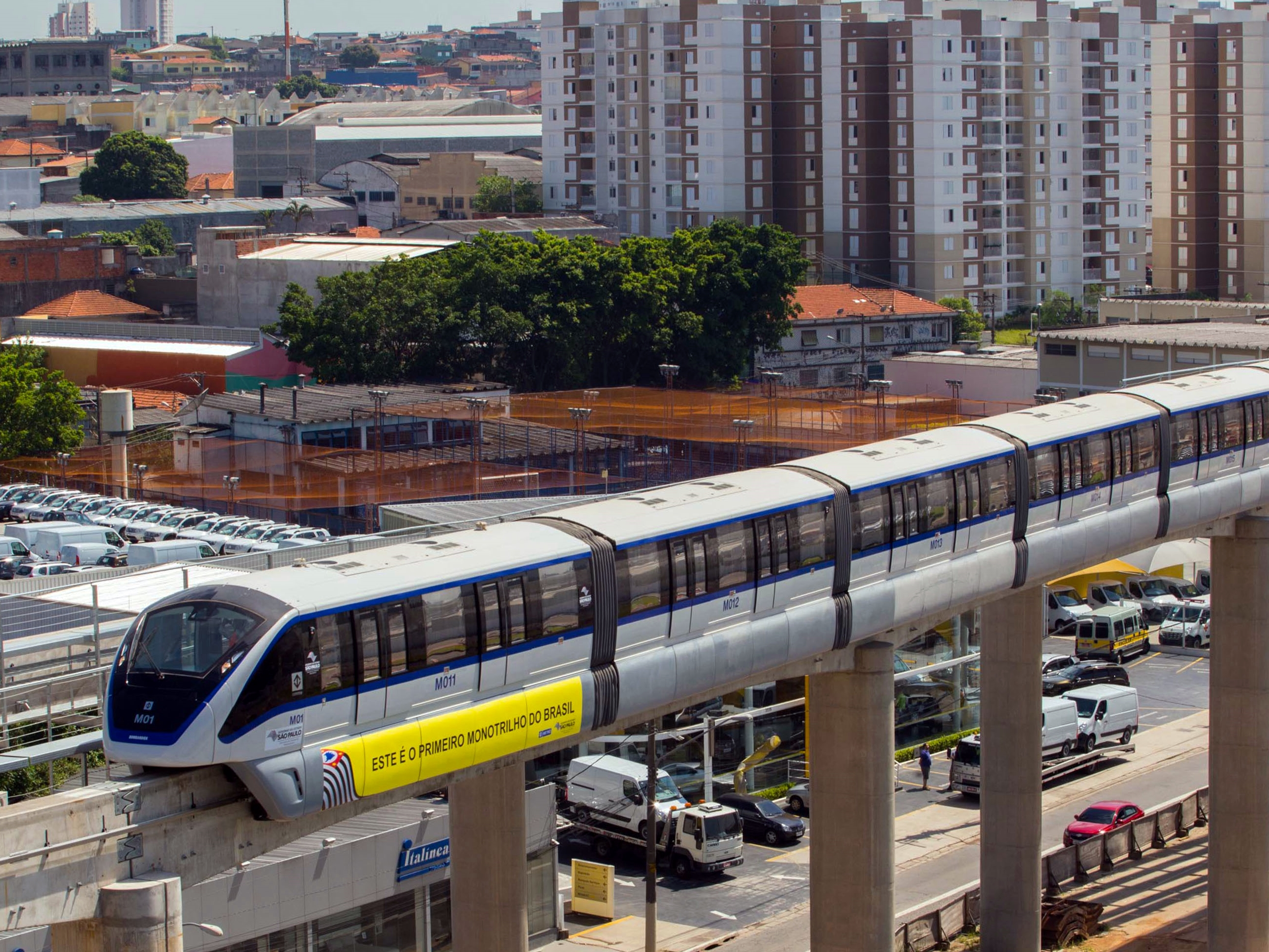
Monotrilho da Linha 15

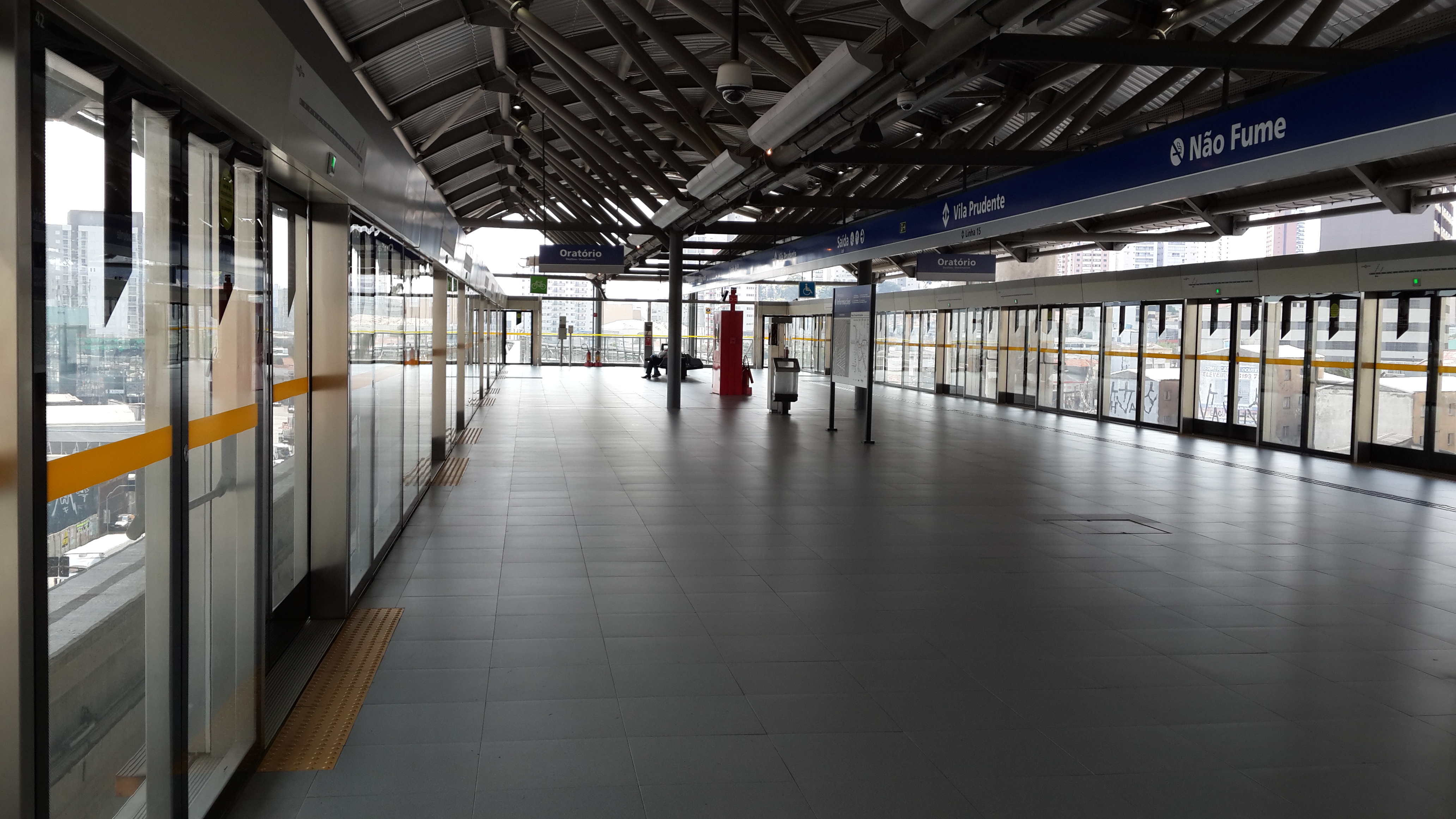
Interior da Estação Vila Prudente da Linha 15 Prata do Metrô de São Paulo

Para acelerar o processo de implantação do sistema monotrilho, o governo paulista utilizou-se de uma licitação antiga (datada de 1992) de construção da Linha 2 do Metrô entre a Vila Prudente e o Oratório. Esse plano foi contestado pelo Tribunal de Contas do Estado de São Paulo, que tentou, sem sucesso, suspender as obras. Por conta do uso de licitação da Linha 2–Verde, o governo anunciou para a imprensa que a construção dessa linha era a expansão da Linha 2–Verde. Já o real projeto de expansão da Linha 2 (entre Vila Prudente e a rodovia Dutra) passaria a ser chamado de Linha 15–Branca. Nos mapas mais recentes sobre a expansão do metrô, essa nomenclatura não estava sendo utilizada, sendo a linha de monotrilho representada de forma independente à Linha 2–Verde. Na segunda semana de setembro de 2012, o então presidente da Companhia do Metropolitano, Peter Walker, conferiu nova denominação à linha, que agora é oficialmente conhecida como Linha 15–Prata.
O processo de implantação do sistema monotrilho foi dividido em três fases: 
| Trecho                                    | Extensão (km) | Estações | Integrações                                  | Inauguração                 | Observações                                                   |
| ----------------------------------------- | ------------- | -------- | -------------------------------------------- | --------------------------- | ------------------------------------------------------------- |
| Vila Prudente ↔ Oratório                  | 2,9           | 2        | Linha 2–Verde do Metrô / Expresso Tiradentes | 30 de agosto de 2014        | Trecho com obras iniciadas em novembro de 2009 Em operação    |
| Oratório ↔ São Mateus                     | 10,1          | 8        | Corredor Metropolitano EMTU                  | 6 de abril de 2018          | Trecho com obras iniciadas em 11 de junho de 2012 Em operação |
| São Mateus ↔ Jardim Colonial              | 1,8           | 1        | Corredor Metropolitano EMTU                  | 29 de dezembro de 2021      | Trecho com obras iniciadas 27 de maio de 2019 Em operação     |
| Jardim Colonial ↔ Jacu-Pêssego            | 2,8           | 2        | -                                            | Setembro de 2026 (previsto) | Trecho em obras desde 24 de fevereiro de 2022                 |
| Jacu Pêssego ↔ Hospital Cidade Tiradentes | 6,9           | 4        |                                              | Sem previsão                | Trecho com construção paralisada                              |
| Ipiranga ↔ Vila Prudente                  | 1,8           | 1        | Linha 10–Turquesa                            | 2027 (previsto)             | Trecho em obras desde 7 de agosto de 2024                     |

### Demanda
Alguns especialistas criticaram a decisão de se utilizar o sistema monotrilho, por causa do seu uso em regiões menos povoadas, da degradação visual do sistema (sendo comparado ao Minhocão) e da baixa capacidade de transporte se comparados aos sistemas de metrô convencionais. Além disso, alguns sistemas de monotrilho como os de Las Vegas, Dubai, Joanesburgo e Moscou se revelariam deficitários, levando as empresas que os operavam a falir ou a contrair grandes prejuízos.
O estado rebateria essas críticas apresentado um projeto suficiente para atender a demanda da região, alegando ter um nível de degradação menor que o provocado pelo Minhocão e com implantação mais rápida, se comparado a um sistema de metrô convencional. Também seriam apresentados modelos de sucesso do monotrilho, como o de Tóquio (existente desde 1964) e o de Chonqqing, cidade chinesa com a maior rede de monotrilhos do mundo.
Embora atenda a demanda da região, o monotrilho terá uma demanda acima da já atendida pelos demais sistemas de monotrilhos no mundo, colocando o futuro sistema paulistano como o maior do mundo em número de passageiros transportados por hora (40 mil/hora) e segundo maior por dia (Linha 3 de Chongqing sendo o primeiro). O grande número de passageiros a ser transportado diariamente pelo monotrilho também supera a demanda de outros sistemas de metrô, trem urbano, BRT e VLT.[carece de fontes?]
| Sistema                                      | Demanda diária (x 1000) / Ano | Meio de transporte |
| -------------------------------------------- | ----------------------------- | ------------------ |
| Monotrilho Vila Prudente – Cidade Tiradentes | 550 (2016)                    | Monotrilho         |
| Linha 2 do Metropolitano de São Paulo        | 537 (2011)                    | Metrô              |
| Linha 8 do Trem Metropolitano de São Paulo   | 430 (2011)                    | Trem suburbano     |
| Linha 17 do Metropolitano de São Paulo       | 417 (2015)                    | Monotrilho         |
| Monotrilho de Chongqing (Linha 2)            | 383 (2009)                    | Monotrilho         |
| BART (San Francisco)                         | 379 (2012)                    | Metrô              |
| Monotrilho de Tóquio (Haneda)                | 311 (2010)                    | Monotrilho         |
| Corredor ABD (EMTU)                          | 300 (2012)                    | BRT                |
| Monotrilho Walt Disney World (Orlando)       | 250                           | Monotrilho         |
| Metrô de Belo Horizonte                      | 215 (2012)                    | Metrô              |
| Monotrilho de Mumbai                         | 125 (2016)                    | Monotrilho         |
| Monotrilho de Tóquio (Tama)                  | 120                           | Monotrilho         |
| Monotrilho de Osaka                          | 100 (2011)                    | Monotrilho         |
| Monotrilho de Wuppertal                      | 87                            | Monotrilho         |
| Expresso Tiradentes                          | 82 (2012)                     | BRT                |
| Monotrilho de Kuala Lampur                   | 57 (2011)                     | Monotrilho         |

Nota: sistemas em construção estão grifados em itálico.

#### Passageiros transportados
| Passageiros transportados na Linha 15 - Prata por dia Média dos dias úteis (MDU)                                                                                        | Passageiros transportados na Linha 15 - Prata por dia Média dos dias úteis (MDU) | Passageiros transportados na Linha 15 - Prata por dia Média dos dias úteis (MDU) | Passageiros transportados na Linha 15 - Prata por dia Média dos dias úteis (MDU) |
| Ano | Quantidade                                                                       | Ano                                                                              | Quantidade                                                                       |
| --- | -------------------------------------------------------------------------------- | -------------------------------------------------------------------------------- | -------------------------------------------------------------------------------- |
| 2014 | N/D (a)                                                                          | 2021                                                                             | 74 000                                                                           |
| 2015 | 5 000                                                                            | 2022                                                                             | 105 000                                                                          |
| 2016 | 14 000                                                                           | 2023                                                                             | 120 000                                                                          |
| 2017 | 17 000                                                                           | 2024                                                                             | 130 000 (b)                                                                      |
| 2018 | 22 000                                                                           |                                                                                  |                                                                                  |
| 2019 | 73 000                                                                           |                                                                                  |                                                                                  |
| 2020 | 66 000                                                                           |                                                                                  |                                                                                  |
| Notas: - a - N/D Não disponível - b - Recorde de passageiros Fontes: - Cia. do Metropolitano de S. Paulo: 2015 2016, 2017 e 2018, 2019 e 2020, 2021 e 2022, 2023 e 2024 |                                                                                  |                                                                                  |                                                                                  |

| Passageiros transportados na Linha 15 - Prata por ano | Passageiros transportados na Linha 15 - Prata por ano | Passageiros transportados na Linha 15 - Prata por ano | Passageiros transportados na Linha 15 - Prata por ano |
| Ano | Quantidade                                            | Ano                                                   | Quantidade                                            |
| --- | ----------------------------------------------------- | ----------------------------------------------------- | ----------------------------------------------------- |
| 2014 | N/D (a)                                               | 2021                                                  | 21 626 000                                            |
| 2015 | 894 000                                               | 2022                                                  | 31 120 000                                            |
| 2016 | 3 854 000                                             | 2023                                                  | 34 490 000                                            |
| 2017 | 5 052 000                                             | 2024                                                  | 38 333 000 (b)                                        |
| 2018 | 5 567 000                                             | Total                                                 | 176 223 000                                           |
| 2019 | 20 728 000                                            |                                                       |                                                       |
| 2020 | 14 559 000                                            |                                                       |                                                       |
| Notas: - a - N/D Não disponível - b - Recorde de passageiros Fontes: Cia. do Metropolitano de S. Paulo (relatórios anuais de 2015 a 2018 e demanda de passageiros transportados por linha em 2019), 2020, 2021 , 2022, 2023 e 2024 |                                                       |                                                       |                                                       |

### Demanda por trecho
| Trecho                                     | Demanda diária (x 1000) |
| ------------------------------------------ | ----------------------- |
| Vila Prudente ↔ São Mateus                 | 340                     |
| São Mateus ↔ Hospital Cidade Tiradentes    | 210                     |
| Vila Prudente ↔ Hospital Cidade Tiradentes | 550 (Total)             |

### Arquitetura
Todas as estações do monotrilho serão elevadas, com alturas variando entre 12 e 15 metros, tendo estruturas pré-moldadas de concreto e cobertura metálica.
A implantação de vias elevadas na cidade gerou polêmica entre arquitetos. Alguns chegaram a comparar a estrutura elevada do monotrilho com as vias do Elevado Presidente João Goulart (Minhocão) e temem que a implantação do monotrilho causasse degradação similar. Dezenas de árvores estão sendo cortadas e ou transplantadas para outras áreas por conta das obras do monotrilho, o que desagradaria aos moradores do entorno da futura linha, embora o Metrô tenha assinado termo de compensação ambiental composto pelo plantio de 12 mil mudas na área lindeira ao monotrilho, a implantação de um parque linear de 20 mil m² entre as estações Vila Prudente e Tamanduateí e a implantação de uma ciclovia no canteiro central das avenidas e sob as vias do monotrilho.
Para diminuir o impacto da implantação do monotrilho, o metrô projetaria a implantação de arborização e de uma ciclovia sob a linha.

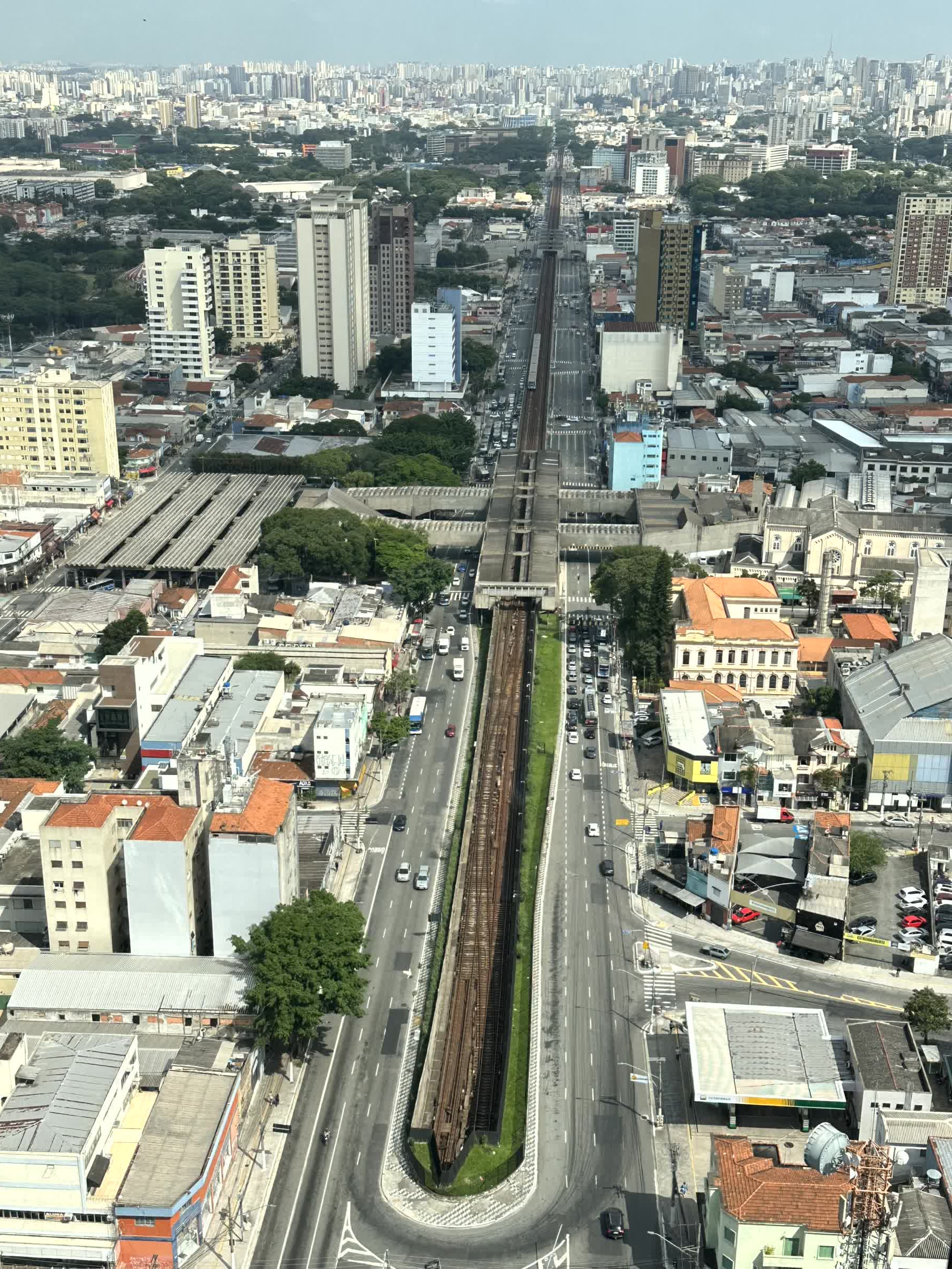
Elevado da Linha 1 do Metrô de São Paulo na Avenida Cruzeiro do Sul
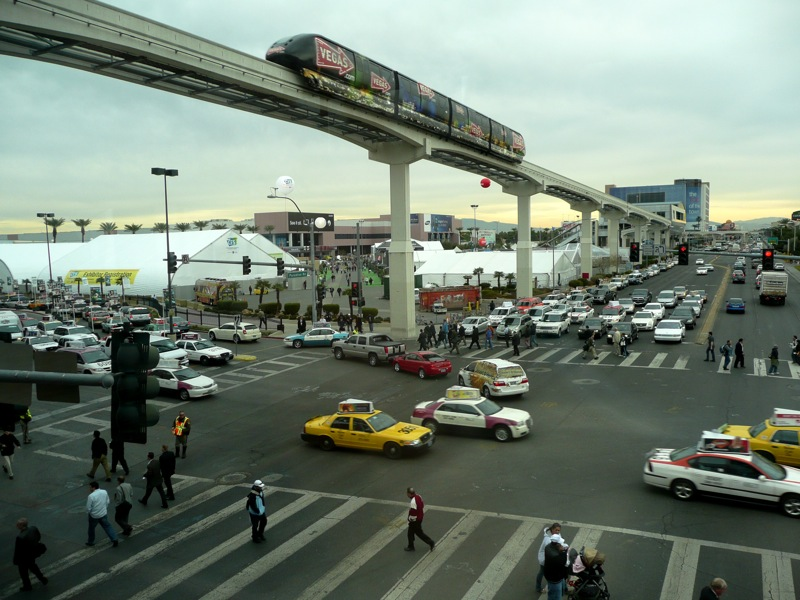
Monotrilho de Las Vegas
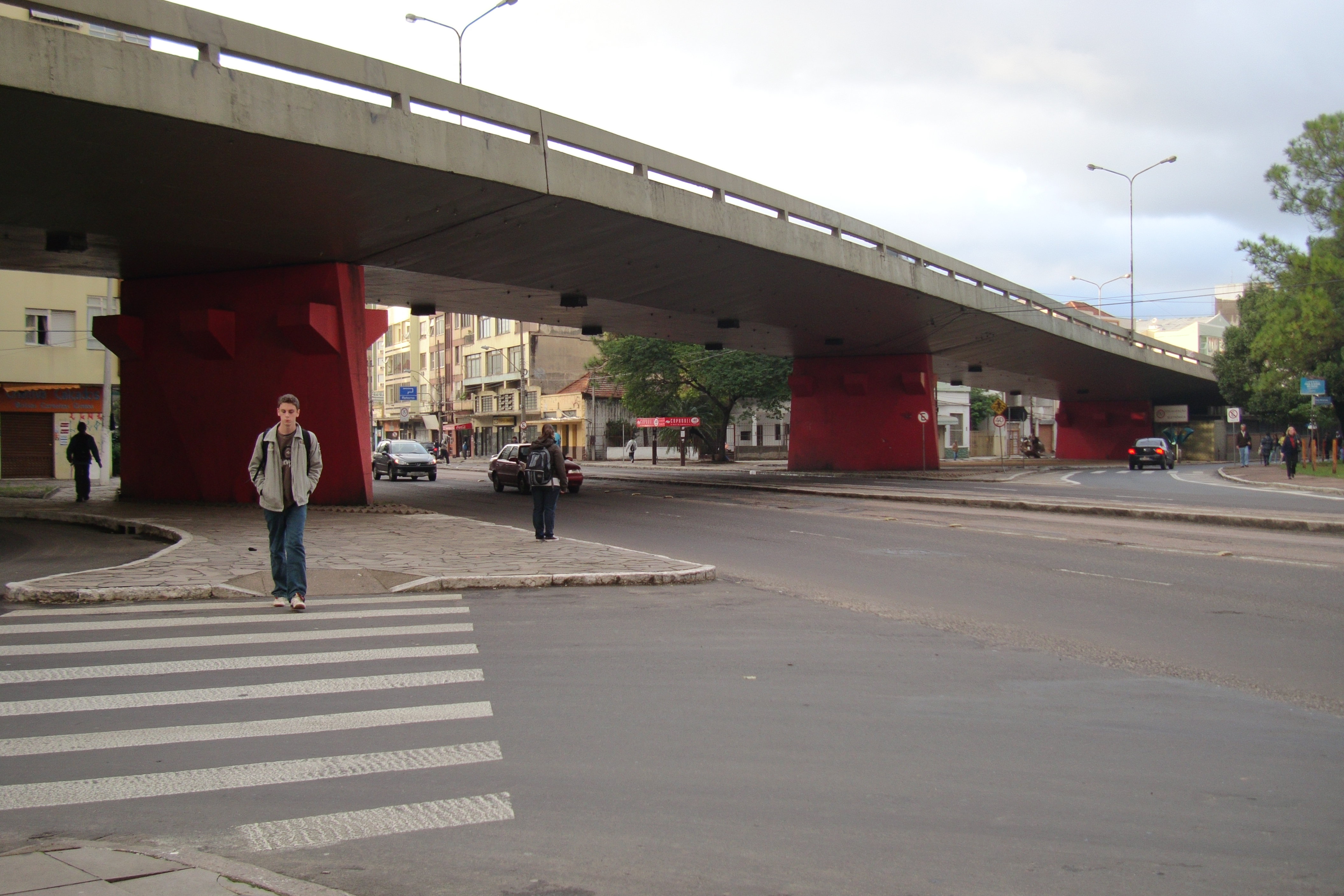
Viaduto Tiradentes em Porto Alegre. Alguns arquitetos temiam que o monotrilho causasse degradação similar ao de viadutos como o Tiradentes em Porto Alegre e o Elevado Presidente João Goulart em São Paulo
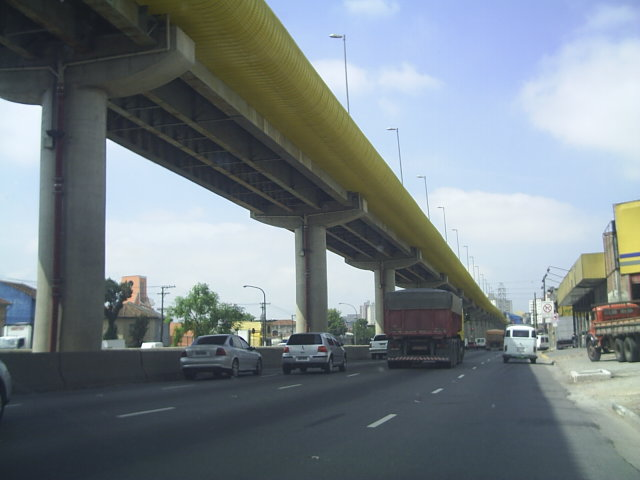
Pista do Expresso Tiradentes
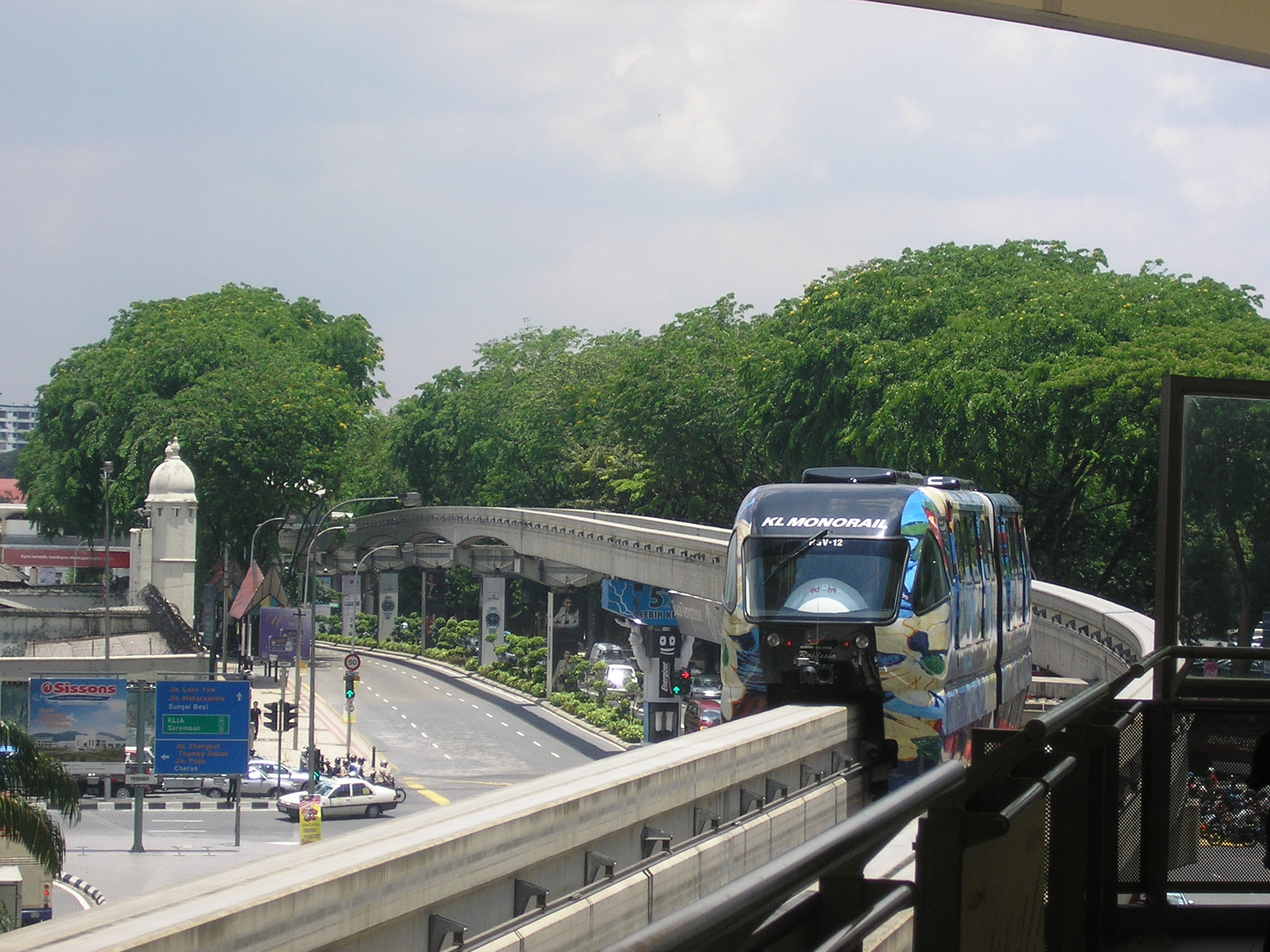
Aspecto de trecho do monotrilho de Kuala Lampur. A arborização no seu entorno diminuiu o impacto da estrutura elevada
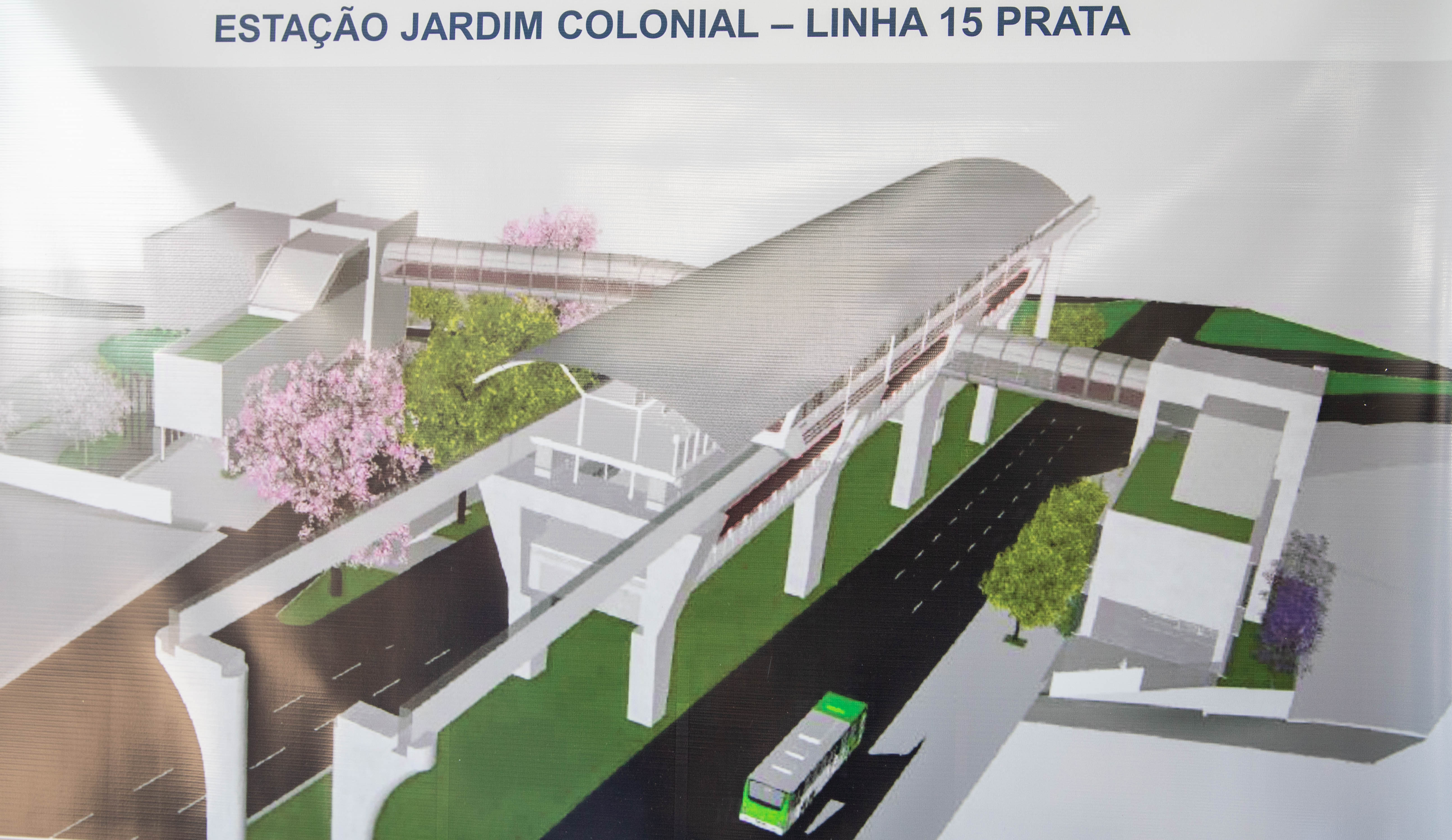
Maquete eletrônica de estação da Linha 15
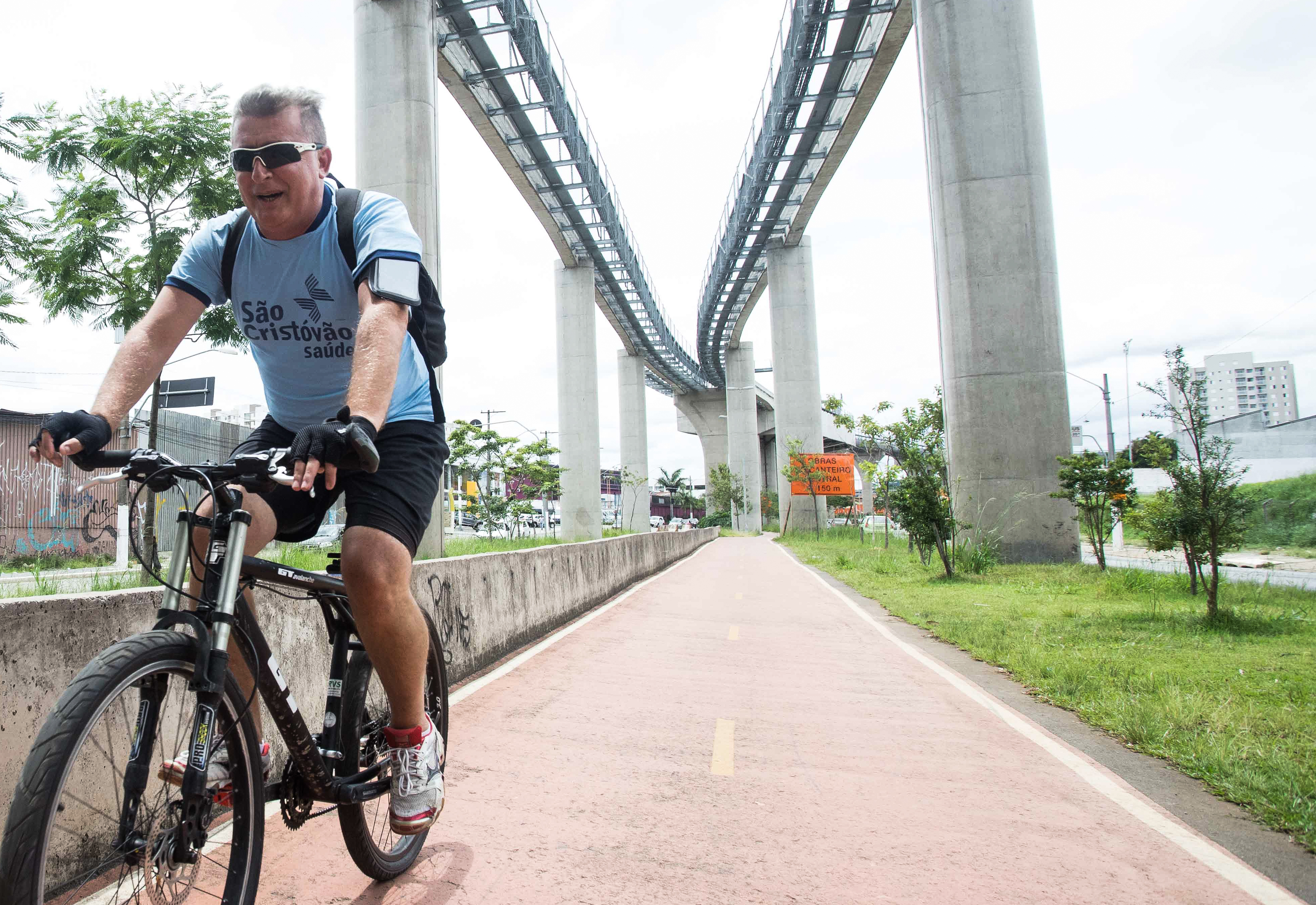
Ciclovia implantada sob a Linha 15.

### Especulação e crescimento imobiliário
A expansão da rede de metrô/monotrilho despertou uma especulação imobiliária nos distritos de Vila Prudente e São Lucas, que se revela nos diversos empreendimentos recém lançados antes e durante as obras do sistema, sobretudo nas margens da Avenida Professor Luis Inácio de Anhaia Melo.
Segundo a Embraesp, o monotrilho pode valorizar em até 30% os imóveis localizados até 1 km de distância das estações, devido à falta de transporte coletivo nessa região populosa, ao contrário da Linha 17–Ouro, onde o futuro sistema poderá eventualmente causar desvalorização de imóveis na região do Morumbi.

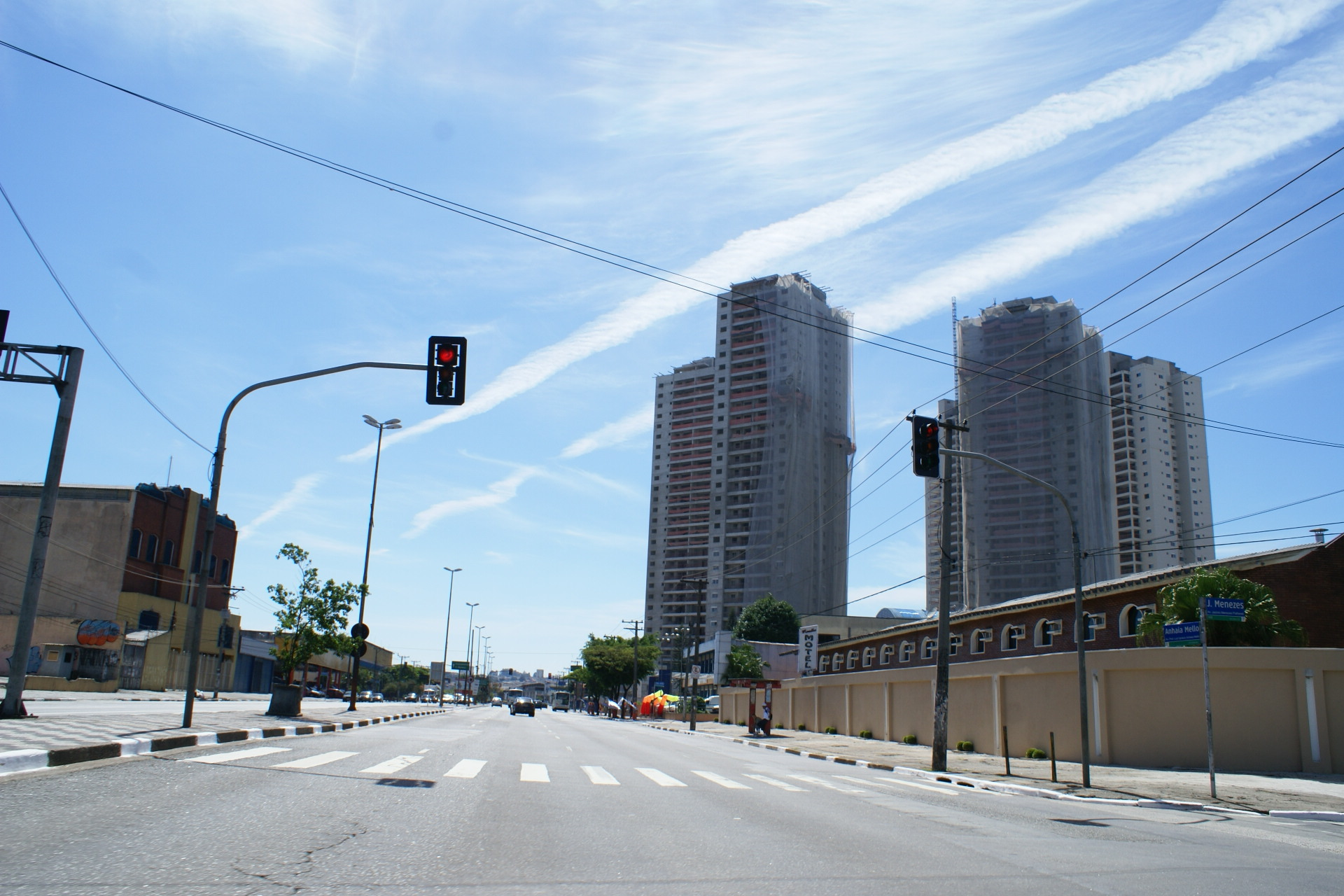
Prédios em construção nas proximidades da Avenida Professor Luis Inácio de Anhaia Melo
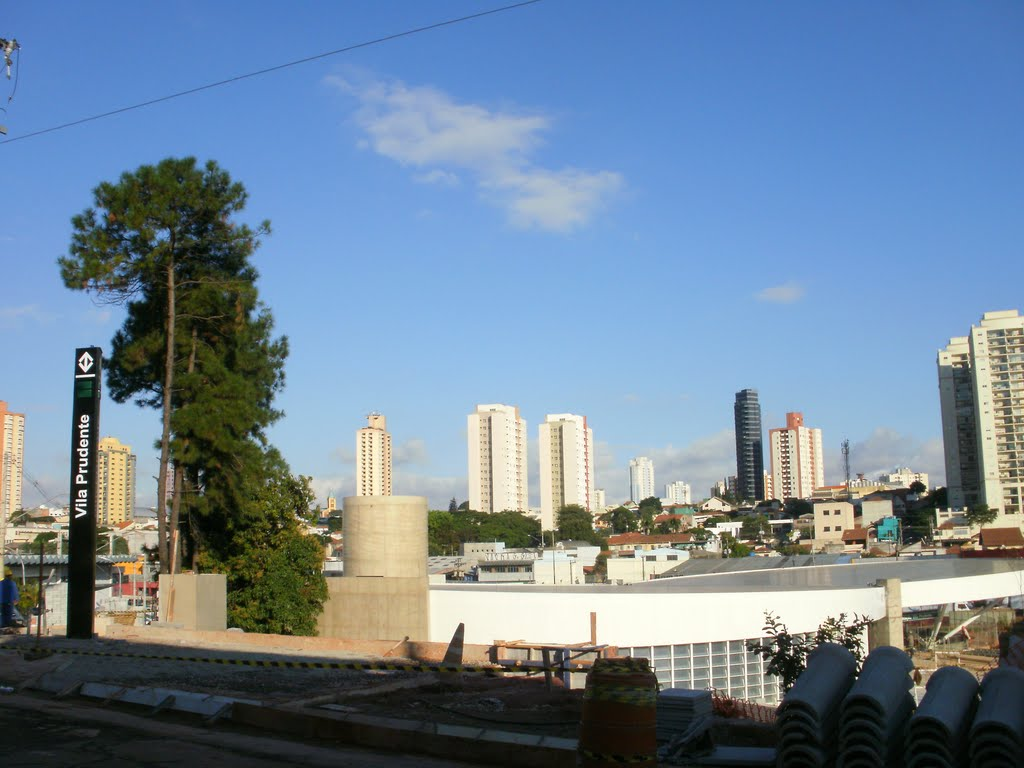
Vista dos arredores da estação Vila Prudente

## Tabela

O monotrilho Ipiranga - Cidade Tiradentes terá 18 estações, sendo todas elevadas. Cada plataforma terá 90 m de comprimento e portas de plataforma. Por causa da pequena demanda (cerca de 5 mil passageiros por dia) que será atendida pelas estações Camilo Haddad, Jardim Colonial e Boa Esperança, elas seriam batizadas pela imprensa de mini estações.
| Estação                    | Sigla | Inauguração               | Integração | Distrito            |
| -------------------------- | ----- | ------------------------- | --- | ------------------- |
| Ipiranga                   | IPG   | 2027 (previsto)           | Linha 10 do Trem Metropolitano de São Paulo e Expresso Tiradentes                                                      | Ipiranga            |
| Vila Prudente              | VPM   | 30 de agosto de 2014      | Linha 2 do Metrô de São Paulo Terminal Vila Prudente (SPTrans) Expresso Tiradentes e Corredor Paes de Barros (SPTrans) | Vila Prudente       |
| Oratório                   | ORT   | 30 de agosto de 2014      | | São Lucas           |
| São Lucas                  | SLU   | 6 de abril de 2018        | | São Lucas           |
| Camilo Haddad              | CDD   | 6 de abril de 2018        | | São Lucas           |
| Vila Tolstói               | VTL   | 6 de abril de 2018        | | São Lucas/Sapopemba |
| Vila União                 | VUN   | 6 de abril de 2018        | | Sapopemba           |
| Jardim Planalto            | JPL   | 26 de agosto de 2019      | | Sapopemba           |
| Sapopemba                  | SAP   | 16 de dezembro de 2019    | Terminal Sapopemba/Teotônio Vilela (SPTrans)                                                                           | Sapopemba           |
| Fazenda da Juta            | FJT   | 16 de dezembro de 2019    | | Sapopemba           |
| São Mateus                 | MAT   | 16 de dezembro de 2019    | Corredor São Mateus–Jabaquara (EMTU)/ Terminal São Mateus (SPTrans) BRT Metropolitano Perimetral Leste Jacu-Pêssego    | São Mateus          |
| Jardim Colonial            | IGT   | 29 de dezembro de 2021    | | São Mateus          |
| Boa Esperança              | JEQ   | Meados de 2027 (previsão) | | Iguatemi            |
| Jacu-Pêssego               | JPS   | Meados de 2027 (previsão) | | Iguatemi            |
| Jardim Marilu              | ESM   | Meados de 2035 (previsão) | | Iguatemi            |
| Jardim Pedra Branca        | MBK   | Meados de 2035 (previsão) | | Cidade Tiradentes   |
| Cidade Tiradentes          | CDT   | Meados de 2035 (previsão) | Terminal Cidade Tiradentes (SPTrans)                                                                                   | Cidade Tiradentes   |
| Hospital Cidade Tiradentes | HCT   | Meados de 2035 (previsão) | | Cidade Tiradentes   |

Obs: Nomes em negrito indicam estações em construção, e em itálico estações em projeto e/ou com obras paralisadas. Integrações (entre parênteses) indicam integrações futuras ou em construção, e integrações em itálico indicam integrações pagas.

## Dados técnicos

### Via
As vias do monotrilho são constituídas de vigas guia de concreto de 30 m de comprimento e 70 cm de largura, sendo sustentadas por colunas de concreto com altura entre 12 e 15 e diâmetro de 1m. A via terá rampa máxima de 6%.

### Pátios
A Linha 15–Prata terá dois pátios para abrigar seus 54 trens de 7 carros:
- Pátio Oratório: Localizado na Avenida do Orátorio, 1053, era uma planta industrial da empresa têxtil Coats Corrente, desativada em 1997 e vendida ao Grupo Zafari, que iniciaria obras de construção de um supermercado até as mesmas serem embargadas pela prefeitura, obrigando o grupo gaúcho a investir em outra área na Pompéia. Posteriormente a área seria desapropriada para a implantação do Pátio Oratório do Monotrilho. O pátio Oratório será o principal pátio da Linha 15 e terá capacidade para abrigar todos os 54 trens em 5,6 mil metros de vias.[90][91]

- Pátio Ragueb Chohfi: Com uma área de 55 mil metros quadrados, o pátio Ragueb Chohfi servirá como pátio auxiliar quando construído.[42]

### Trens
O Metrô de São Paulo realizou uma licitação internacional para a construção do sistema monotrilho, que necessita de 54 trens para atender a demanda de 550 mil passageiros por dia. Quatro consórcios se apresentaram para a disputa. Quatro empresas fabricantes de monotrilho integraram esses consórcios: Hitachi, Intamin, Scomi e Bombardier, sendo esta última a vencedora do certame.
A Bombardier utiliza a plataforma Innovia, já utilizada no monotrilho de Las Vegas, e desenvolveu o maior trem para monotrilho do mundo, com 85 m de comprimento, divididos em 7 vagões, tendo a composição a capacidade de transportar mais de mil passageiros.
Esses trens foram construídos na planta da Bombardier em Kingston (Ontário) e na nova planta da empresa localizada em Hortolândia. Em agosto de 2012 foi feita uma exposição de um mock-up em tamanho real do monotrilho. Em 30 de outubro de 2013 o primeiro trem foi apresentado ao público.

### Sistemas de sinalização
O monotrilho tem o sistema de sinalização CBTC, que proporciona um intervalo entre trens mínimo de 75 segundos, embora o intervalo de operação projetado seja de 90 segundos. O sistema de operação do trem é baseado no sistema driverless (sem operador humano a bordo), similar ao existente na Linha 4–Amarela. Esse sistema causou grande polêmica por conta de dispensar o operador humano, alimentada pela colisão entre trens ocorrida em 16 de maio de 2012 na Linha 3–Vermelha (causada por falha no sistema automático ATO), minimizada pela presença do operador de trens. O Sindicato dos Metroviários é contrário ao sistema por acreditar que o mesmo é inseguro e principalmente por conta da extinção da função de operador de trem. Alguns especialistas em transporte rebateriam o argumento, afirmando que o CBTC/Driverless é utilizado em diversos sistemas do mundo, com altos índices de segurança operacional.
| Evolução do intervalo mínimo programado entre trens (em segundos)               | Evolução do intervalo mínimo programado entre trens (em segundos) | Evolução do intervalo mínimo programado entre trens (em segundos) | Evolução do intervalo mínimo programado entre trens (em segundos) | Evolução do intervalo mínimo programado entre trens (em segundos) | Evolução do intervalo mínimo programado entre trens (em segundos) |
| 2016                                                                            | 2017                                                              | 2019                                                              | 2021                                                              | 2024                                                              |                                                                   |
| ------------------------------------------------------------------------------- | ----------------------------------------------------------------- | ----------------------------------------------------------------- | ----------------------------------------------------------------- | ----------------------------------------------------------------- | ----------------------------------------------------------------- |
| 436                                                                             | 132                                                               | 180                                                               | 184                                                               | 179                                                               |                                                                   |
| Fontes: Metrô SP (2016, Relatório Integrado 2017/2019/2021/2023) e MÉIER (2024) |                                                                   |                                                                   |                                                                   |                                                                   |                                                                   |